# Sungai Lansek
Sungai Lansek is een bestuurslaag in het regentschap Sijunjung van de provincie West-Sumatra, Indonesië. Sungai Lansek telt 4875 inwoners (volkstelling 2010).